# أ. رولاند فيلدز
أ. رولاند فيلدز (بالإنجليزية: A. Roland Fields)‏ هو مصمم إنتاجي أمريكي، ولد في 10 يونيو 1884 في توستين في الولايات المتحدة، وتوفي في 1951.

## وصلات خارجية
- أ. رولاند فيلدز على موقع IMDb (الإنجليزية)
- أ. رولاند فيلدز على موقع أول موفي (الإنجليزية)
- أ. رولاند فيلدز على موقع قاعدة بيانات الفيلم (الإنجليزية)